# Cearinus
Cearinus is een geslacht van hooiwagens uit de familie Gonyleptidae.
De wetenschappelijke naam Cearinus is voor het eerst geldig gepubliceerd door Roewer in 1929. 

## Soorten
Cearinus is monotypisch en omvat slechts de volgende soort:
- Cearinus corniger